# 徐小明 (香港)
徐小明（英語：Tsui Siu Ming；1953年11月28日—），原名徐耀明，暱稱「小明哥」，原籍廣東，香港男演員、歌手和導演、螳螂拳掌門，父母為1950年代粵劇演員，聞名新加坡、馬來西亞等地。徐小明的誼母為名伶鳳凰女。

## 背景
徐小明生於香港，在兄弟之中排行第5（上有3兄1姊，下有1弟2妹），自小生活於粵劇劇團，5至6歲開始學習文武生功架。他到8至9歲時因為愛上武術而獲父親安排跟一位戲班師傅習詠春，隨後先後習得螳螂拳、洪拳、蔡李佛拳、形意拳等多種功夫的基本功，師承趙竹溪及鄺群威師博，為太極螳螂拳第九代傳人。徐小明5歲起當上電影童星，出演了數十部電影。首部參演的電影是1961年的《鬼仔報親仇》。他此後和二哥徐二牛同在亞洲電視當演員、龍虎武師、武術指導等職。自成龍被導演何夢華提拔為武術指導，就與元奎合作當副武指。其藝名「徐小明」來自片場人員對他的暱稱「小明」；因為夠簡單不用多作考慮，他便沿用此名字闖藝壇至今。而其別名「徐四牛」起自當年人們傳統上認為如果孩子體弱多病，就要當他們是牲畜般養育。由此所取的名字相應地跟動物連起來。徐小明的外婆覺得牛隻勤快體壯，於是給徐家的男子孫取了「牛」字。徐小明的長兄名曰徐大牛，二哥名曰徐二牛，自己則叫「徐四牛」。
徐小明的父母皆為粵劇演員，父親徐雪鴻是名伶阮兆輝的師傅。母親來自馬來西亞。2人曾在香港八和會館演出。他早年在九龍橫頭磡3座徙置區生活，畢業於位於樂富21座的漢文師範同學會梁端卿小學下午校，初中時期就讀於新法書院太子道分校。其時他以半工讀方式升學，一方面在幕前演出賺取學費，另一方面在校唸書。但由於家庭經濟狀況不佳，眼見長兄成家立室，經濟負擔大，讀至中四年級的徐小明最終選擇輟學，並全身投入龍虎武師界別。正當他未入學之時（即4歲那年），他得到鳳凰女賞識。既獲對方收為徒弟學藝兩年，又被她引薦加入電影公司。鳳凰女更供他讀書和收他為誼子。如是徐小明在4歲至6歲期間寄宿於她位於尖沙咀中間道遠東大廈的寓所接受北派功架訓練，同時有私人老師教導學問。
他早期專注於電影界發展事業，至1970年代初涉足電視圈。而後到了1980年代開始轉型成為幕後製作人，1990年代擔任娛樂公司管理層要員。徐小明只在小五至小六時期沒有接拍電影而把課餘時間用在為訪港旅行團而設的北派表演上（要賺取外快）。後在1970年代初基於武俠片熱潮減退，他被迫改以當製衣廠燙衫工人、電子廠焊接員、書局職員以及夜總會晚間北派功夫表演者謀生。後在1973年才加入麗的電視，從1975年起逐漸接觸更多幕後電視製作工作。徐小明本來跟麗的電視沒有關連。直到有一天到觀塘上班時遇到戲班舊友，且被告知香港電台電視部正在尋找年輕人出演《獅子山下》。他未幾接演該劇，獲麗的電視戲劇主任張清相中，加入麗的。
當年已服務了麗的數年的徐小明受到黃錫照的說話啟發，並接納對方的建議，由低做起。不過因澳洲財團於1981年入主麗的電視，黃氏與其一眾重用的製作人相繼離職，徐小明也緊隨辭職。在離開電視台1年間，他負責處理電影後製事宜。當1982年邱德根上場後，他即獲邱氏邀請聯同李兆熊一起重返麗的，以助理節目總監身份協助行政管理。及至1986年轉投無綫電視任職劇集監製。1998年二度重返亞洲電視任高級副總裁。在上任之前的10多年間，徐小明與其妻子成立了「影運製作有限公司」。隨著封小平入主亞洲電視，電視台高層再次出現人事變動。適逢楊受成招攬人才，徐小明便於1999年獲邀出任英皇電影行政總裁，主力完善集團的行政架構。後來於2005年被有線寬頻委任為其附屬公司驕陽電影的行政總裁。
加入演藝界多年，徐小明還擔任過香港有線娛樂有限公司執行董事、香港有線衛星電視營運總裁、驕陽音樂行政總裁以及十方控股執行董事兼行政總裁。直至2023年三度應邀回到亞洲電視出任行政總裁。他擅長於武打影視作品，還曾推出唱片。其中由葉振棠主唱的〈萬里長城永不倒〉是他負責作曲的作品之一。他自己在樂壇上的歌曲代表作計有〈青春痘〉及〈明仔來的電話〉。

## 個人生活
徐小明於1979年結婚，婚後跟在舊同學聚會派對中認識（1969年），曾是香港飛利浦行政秘書的妻子李鳳鳴（Amy）育有1子1女。

## 其他資料
徐小明任電視台高層期間以洽購台灣劇集《還珠格格》的決定，打破了無綫電視慣視收視的局面。又為有線電視開設了全球第一條24小時廣播的廣東話娛樂新聞台頻道。
政治上，徐小明參與支持港版國安法的聯署。

## 作品

### 演員（電影）
- 海市蜃樓
- 衛斯理之霸王卸甲
- 夜魔先生
- 一個人的武林
- 天龙八部之乔峰传

### 演員（電視劇）
- 1973年：獅子山下（香港電台）
- 1974年：家春秋（麗的電視）
- 1974年：鬼馬神偷（麗的電視）
- 1974年：窮巷（麗的電視）
- 1974年：小檈夢春（麗的電視）
- 1974年：梁天來（麗的電視）
- 1975年：海角風雲（麗的電視）
- 1975年：十大奇案（麗的電視）
- 1976年：靜默的革命（香港廉政公署）
- 1976年：龍蟠虎蜛（麗的電視）
- 1976年：十大刺客（麗的電視）
- 1981年：大俠霍元甲（麗的電視）飾程天嘯
- 1982年：陳真（麗的電視）飾 程小嬌
- 1984年：霍東閣（亞洲電視）飾 程小嬌
- 2017年：我的1997（中國大陸）
- 2020年：灣區兒女（中國大陸）飾 商會副會長（客串）

### 監製
- 1979年：怒劍鳴（麗的電視）
- 1980年：大地恩情（麗的電視）
- 1981年：大控訴（麗的電視）
- 1981年：女媧行動（麗的電視）
- 1981年：大俠霍元甲（麗的電視）
- 1981年：馬永貞（麗的電視）
- 1982年：陳真（麗的電視）
- 1983年：再向虎山行（亞洲電視）
- 1983年：鐵膽英雄（亞洲電視）
- 1984年：霍東閣（亞洲電視）
- 1985年：第四代（亞洲電視）
- 1987年：杜心五（無綫電視）
- 1988年：無名火（無綫電視）
- 1988年：烏龍賊替身
- 1990年：水玲瓏
- 1991年：阮玲玉
- 1991年：衛斯理之霸王卸甲
- 2001年：愛你愛我
- 2006年：犀照（驕陽電影）
- 2007年：跟蹤（驕陽電影）
- 2007年：雙子神偷（驕陽電影）
- 2007年：情意拳拳（驕陽電影）
- 2007年：墨攻（驕陽電影）
- 2008年：蝴蝶飛（驕陽電影）
- 2008年：李米的猜想（驕陽電影）
- 2008年：奪標（驕陽電影）
- 2008年：秘岸（驕陽電影

### 編劇
- 2007年：雙子神偷（驕陽電影）
- 2007年：犀照（驕陽電影）

### 導演
- 1982年：幫規
- 1983年：風生水起
- 1984年：木棉袈裟
- 1986年：海市蜃樓
- 1988年：烏龍賊替身
- 1991年：衛斯理之霸王卸甲
- 1992年：特異功能猩求人
- 2008年：奪標
- 2011年：建元風雲

### 唱片
- 1975年：《為你而寫》 - 好市唱片 (House Records)
- 1977年：《草原英雄》 - 好市唱片 (House Records)
- 1978年：《漁歌》 - 文志唱片
- 1979年：《新變色龍》 - 文志唱片
- 1980年：《明仔來的電話 青春豆》 - 文志唱片
- 1982年：《徐小明名曲精選》 - 文志唱片
- 1983年：《再向虎山行》 - 文志唱片
- 1984年：《劍胆琴心》 - 文志唱片
- 1984年：《木棉袈裟》 - 永恆唱片
- 1985年：《我們這一代》 - 永恆唱片
- 1996年：《徐小明名曲精選》 - 文志唱片
- 2004年：《徐小明 完全歌集22首》 - 永恆唱片
- 2006年：《再遇徐大俠 - 徐小明不朽經典金選》 - 文志唱片

## 活動參與
2019年7月1日，徐小明出席「創科：潮流音樂嘉年華」活動，演唱了《萬里長城永不倒》、《男兒當自強》等經典歌曲。

## 外部連結
- 香港徐小明的新浪微博
- 徐小明在互联网电影资料库（IMDb）上的資料（英文）（英文）
- 在AllMovie上徐小明的頁面（英文）
- 徐小明在香港影庫上的簡介
- 徐小明在豆瓣上的资料（简体中文）
- 徐小明在时光网上的簡介（简体中文）
- 《霍元甲》颠覆常规 徐小明：功夫片将后继无人 （页面存档备份，存于），2006年2月15日
- 徐小明 2007年11月25日 客串指導有線電視功夫班